# Casa conectada
Uma casa conectada, também conhecida como casa inteligente - do inglês, "Connected Home" - é uma casa que possui sistemas avançados de automação para providenciar monitoramento e controle sobre as funções de toda a construção, como por exemplo controles de temperatura, multimídia, portas e janelas. Uma outra definição dada pelo Departamento de Comércio e Indústria (DCI) do Reino Unido em 2003 foi a seguinte:
Uma habitação que incorpora uma rede de comunicação que liga os aparelhos eléctricos e serviços essenciais, e permite que eles sejam controlados remotamente, monitorados ou acessados.— DCI do Reino Unido (em inglês)
Essas casas são "inteligentes" por providenciar um feedback e tomar decisões em tempo real sobre tudo que acontece em seu ambiente. Por exemplo, um dispositivo de temperatura poderá regular a temperatura do ar condicionado para mais frio ou quente dependendo da temperatura externa ou das pré-definições do usuário. Um sistema de regulagem de luz também poderia regular o quanto de luz entra pela cortina da janela, luminária ou lâmpada do cômodo assim contribuindo para redução do consumo de energia, um de seus pontos principais.  Não necessariamente uma casa conectada deve ter uma smart TV, mas geralmente possui. A casa conectada é uma evolução advinda com a Internet das Coisas (IoT, do inglês Internet of Things) e tem potencial para nos próximos 20 anos gerar de 10 a 15 trilhões de dólares para o mercado global. Estima-se que ao final de 2015, cerca de 25 bilhões de dispositivos conectados à Internet estejam em uso, e destes, 4.9 bilhões são dispositivos inteligentes, chegando a casa dos 25 bilhões até 2020

## História
Antes, a automação de casas somente era possível na ficção científica mas só se tornou prática com a inovação da tecnologia dos últimos anos. Controles remotos começaram a aparecer em 1800. Por exemplo, Nikola Tesla patenteou a ideia de um controle remoto de embarcações e veículos em 1898.
O surgimento de dispositivos elétricos só começou entre 1901 e 1920, porém não eram considerados nada inteligentes mas para a época era um grande avanço. O primeiro aspirador movido a motor foi feito em 1901, e um mais prático foi desenvolvido em 1907. Nesse meio tempo também foi desenvolvido o refrigerador, a secadora de roupas, máquina de lavar, torradeiras, entre outros utensílios.
Nos anos de 1966 e 1967 o engenheiro Jim Sutherland criou o ECHO IV, que foi o primeiro dispositivo inteligente, entretanto ele nunca foi comercializado. Ele poderia computar compras, controlar a temperatura na casa e até ligar e desligar coisas. O dispositivo era todo feito à mão com partes eletrônicas e de madeira. Um ano depois, Neimann-Marcus anunciaram o  Computador de Cozinha (do inglês, Kitchen Computer), que utilizava uma linguagem chamada BACK e os usuários tinham que fazer um curso de duas semanas para poder usá-lo. Isso fez com que o produto se tornasse nada prático do ponto de vista do usuário. 
Em 2000 foi que as casas inteligentes começaram a surgir mas com outro termo, eram chamadas de casas autônomas, ao mesmo tempo que se tornavam mais acessíveis, devido ao investimento em microcontroladores por causa da explosão da  era dos computadores nos anos anteriores e o advento da Internet fez possível o aparecimento dos primeiros dispositivos inteligentes.
As casas inteligentes ainda vão crescer bastante, e de acordo com a pesquisa do ABI Research, só nos Estados Unidos foram instalados cerca de 1.5 bilhão de sistemas inteligentes em casas, e a previsão é de que em 2017 tenha-se 8 bilhões de dispositivos inteligentes instalados em casas.

## Conexões
A casa inteligente possui múltiplos dispositivos que estão conectados uns aos outros via redes locais ou redes de área local sem-fio, e em uma segunda camada, conectada com a Internet. Alguns destes dispositivos incluem câmeras sem fio via IP, telefones VoIP, impressora wifi, eletrodomésticos em geral (geladeira, máquina de lavar, ar condicionado), centro de multimídia (TV, receptor, videogames, dispositivo de reprodução de mídia) entre outros hardwares que sejam compatíveis. Também há dispositivos que requerem conexões bluetooth porque necessitam de proximidade para poder funcionar, como por exemplo a abertura de portas, que  usam   saltos de frequência além de uma criptografia a nível governamental, tudo isso para garantir que ninguém poderá interceptar a conexão da pessoa que estiver abrindo a porta. Além destas, muitos dispositivos que usam sensores preferem as conexões Zigbee e Z-Wave pois o gasto de energia é bem inferior se comparado ao de outros tipos de conexão, podendo ficar ligados por anos apenas com uma bateria de relógio, porém dispositivos como smartphones, que seriam usados para acesso ao sistema da casa, ainda não possuem compatibilidade com tais conexões, sendo necessário que os dispositivos que usam estas conexões sejam conectados a um hub central que fará a comunicação com o roteador de internet. A maioria destas casas são controladas por uma interface que permite acessar todos os dispositivos da casa mesmo se o proprietário estiver fora, por exemplo, via  interface Web.

## Segurança
Um tópico ainda controverso, pois a Casa Conectada é controlada por um servidor interno, que para uso exterior deve ter uma interface web SSL. Mesmo que se use um serviço oferecido por uma empresa de grande porte, uma quebra na criptografia por causa da carência de sistemas mais modernos de segurança pode expor os dados de uma família como hobbies, interesses e até dados pessoais. Em um estudo recente realizado pela HP, cerca de 70% dos aparelhos que compõe uma casa inteligente permitiriam ações que pudessem expor dados sobre os moradores do local. Foram encontradas um total de 25 brechas de vulnerabilidade por dispositivo que incluem falta de criptografia dos dados, senhas fracas, atualizações automáticas inseguras e questões de privacidade como dados pessoais

## Dispositivos
Com a difusão da Internet das Coisas, vários dispositivos inteligentes vêm sendo criado por parte de empresas, e todos estes dispositivos são inteligentes podendo fazer a automação de processos que seriam manuais dentro da casa tais como controle de iluminação, acesso, segurança e climatização. Aqui listamos alguns deles: 
- O termostato inteligente é o dispositivo mais desejado nas novas casas inteligentes,[14] que regulam a temperatura da casa, permitindo que o proprietário regule a temperatura baseado em uma hora específica do dia além de permitir o controle remoto, mostrar o consumo de energia em tempo real. Mas o que o torna inteligente é a capacidade de aprender o comportamento do usuário ao longo do tempo e se auto-regular dependendo disso e das condições do ambiente, como por exemplo a umidade.[15]
- O segundo dispositivo mais desejado nas novas casas inteligentes é a fechadura inteligente,[14] que são fechaduras que não necessitam de chaves para abrir, mas não dispensam o uso de uma. Porém a diferença é que no lugar delas é possível fazer uso de um dispositivo móvel com conexão bluetooth, um chip com informações ou algum objeto com conexão Zigbee, e o mais usado é a primeira opção junto com aplicativos para os diversos dependendo do sistema operacional móvel.[16]
- Um outro dispositivo interessante é o controlador de casa inteligente, que cerca de 45% dos usuários que pretendem tornar suas casas inteligentes disseram que seria bastante útil um dispositivo com a capacidade de controlar remotamente e/ou monitorar suas TVs e sistemas de som, tudo isso com utilização de pré-definições e um sistema que aprende o gosto de cada usuário da casa.[13]
- As câmeras inteligentes permitem saber o que acontece em sua casa mesmo remotamente, além de enviar notificações se alguma coisa estiver fora do padrão. A maioria delas utiliza uma conexão Z-Wave e uma interface de comunicação entre a câmera e o smartphone, passando pela central de controle da casa e algumas delas possuem até mesmo visão noturna.[17] Um problema recente com estes dispositivos é a questão da segurança, onde são considerado os dispositivos menos seguros da casa conectada. Entre os problemas de segurança listados estão: dispositivos de câmera desativados por invasão remota, firmwares desatualizados, senhas fracas, uso de conexão não-codificada e o uso de conexão wireless dispensando o uso de fios.[18]
- Outro dispositivo de grande importância é a lâmpada inteligente, que utiliza conexão por meio de um hub Zigbee e permite ao morador da casa escolher o horário em que as luzes se acendem ou apagam, controlar individualmente cada lâmpada, bem como as cores e a intensidade da luz, e o sistema ainda possui a capacidade de aprender de acordo com o hábito dos moradores.[19]

## Projetos
Atualmente, as casas connectadas ainda não estão consolidadas, apenas são um projeto emergindo. Apesar de que as tecnologias chegaram a um bom estado de maturidade, ainda não possuem o nível de autonomia desejado, se resumindo hoje a simplificar algumas coisas na vida dos habitantes da casa como economia de energia, mais conforto e melhor segurança. Algumas empresas vem investindo e comprando tecnologias IoT e empresas menores do ramo para fazer projetos de componentes para casas inteligentes nos últimos anos.
| Projeto     | Empresa | Descrição |
| ----------- | ------- | --- |
| HomeKit     | Apple   | O objetivo do HomeKit é transformar um smartphone em um controle remoto universal para destrancar portas, abrir cortinas, apagar luzes, entre outros além entender controles de voz. |
| Nest        | Google  | O Nest é um termostato que é integrado à apps de smartphones e permite controlar a temperatura da casa, mesmo que remotamente, além de fazer ajustes automáticos dependendo do hábito do usuário. Em 2013, também foi lançado o Nest Protect, que utiliza cores e voz para alertar sobre presença de fumaça ou gases perigosos dependendo da concentração no ambiente. |
| SmartThings | Samsung | Sua comunicação principal se dá por meio de um hub central que conecta dispositivos inteligentes e roda apps localmente. O objetivo é ter o ambiente inteligente em funcionamento mesmo sem internet. |
| AllJoyn     | AllSeen | É um consórcio de empresas para o desenvolvimento de produtos para IoT em código aberto. |
| GE link     | GE      | É um sistema de lâmpadas que podem ser controladas remotamente de um smartphone e podem ser ajustadas a luminosidade e sincronização das lâmpadas. |